# La Vôge-les-Bains
La Vôge-les-Bains – gmina we Francji, w regionie Grand Est, w departamencie Wogezy. W 2013 roku liczba ludności wynosiła 1734 mieszkańców. 
Gmina została utworzona 1 stycznia 2017 roku z połączenia trzech ówczesnych gmin: Bains-les-Bains, Harsault oraz Hautmougey. Siedzibą gminy została miejscowość Bains-les-Bains.